# Tamim Abdo
Tamim Abdo, né le 1er avril 1958 à Siliana, est un acteur tunisien actif en Égypte.

## Filmographie
Longs métrages
- 1986 : Le Sixième Jour
- 1993 : Marcides

Télévision
- 2015 : Ostad Wa Rais Kism